# Turnera subulata
Turnera subulata é uma espécie de subarbusto popularmente conhecida como Boa noite, Chanana, Onze horas ou Flor-do-Guarujá. Ela é nativa da América do Sul, ocorrendo principalmente na região Nordeste do Brasil, porém, também é cultivada em outros lugares, como a Malásia, Indonésia, outras ilhas do Pacífico e Caribe, bem como nos Estados Unidos. É comumente cultivada como uma flor de jardim, embora também seja conhecida como uma erva daninha.

## Crescimento
Essa planta é uma erva perene que cresce duma raiz primária densa e expeça e um caule lenhoso. Ela tem altura máxima de cerca de 80 cm. Suas folhas têm formato aproximadamente oval com margens dentadas. As faces anteriores delas são cobertas com "pelos" brancos, os quais também podem estar presentes na face de cima. As folhas têm tamanho de cerca de 9 cm.

### Flores
As flores ocorrem nas axilas das folhas, dentro de cálices de sépalas glandulares e "peludas". As flores tem formato de disco a funil, e as pétalas são arredondadas ou ovais, com a mais longas tendo mais que 3 cm. Elas são brancas e amareladas com bases mais escuras servindo como guias de néctar. O centro da flor é duro, com textura parecida com a língua de um gato. As flores crescem no ano todo, e tendem a abrir no nascer do sol e fechar cerca de 11 da manhã.
A planta é polinizada por uma variedade de insetos. Um polinizador comum é a espécie de abelha Protomeliturga turnerae, que prefere apenas o seu néctar e depende completamente deste para se reproduzir, com abelhas machos marcando seu território ao redor da planta. Outros insetos observados na planta incluem outras espécies de abelha, como Trigona spinipes, Frieseomelitta deoderleinii e Plebeia flavocinta; borboletas como Nisoniades macarius e Urbanus dorantes; e a espécie de besouro Pristimerus calcaratus.

### Fruto e sementes
O fruto é uma cápsula peluda contendo sementes com arilos brancos. As sementes são dispersada por formigas, que são provavelmente atraídas pela alta concentração de lipídeos.

## Aparência
Como a maioria dos outros Turnera, esta espécie é heterostílica, com duas formas. A forma longistila tem estiletes longos em suas flores, enquanto a forma brevistilas tem estiletes curtos. Ambas as formas produzem a mesma quantidade de pólen. Um estudo relatou que durante a polinização, as longistilas recebem mais pólen das brevistilas do que de outras flores longistilas. Os genes que causam esse dimorfismo no tamanho do estilo são objeto de pesquisas atuais. Até agora, foi estabelecido que os estilos curtos contêm proteínas, poligalacturonases, que estão ausentes nos estilos longos.

## Medicina tradicional
Esta planta, como outras plantas do gênero Turnera, é amplamente utilizada na medicina tradicional há séculos, principalmente em regiões tropicais e subtropicais. Na América do Sul, seu extrato de folhas é utilizado no tratamento de diversas doenças, como diabetes, hipertensão, tumores, gripe, dores crônicas e inflamações. É utilizado principalmente na região Nordeste do Brasil, onde também é utilizado no tratamento de amenorreia e dismenorreia, consumida na forma de chá ou infusões.

Embora pouco se saiba sobre suas propriedades medicinais, as peças demonstraram efeitos antioxidantes, antibacterianos e anti-inflamatórios em testes, além de modularem os efeitos de alguns medicamentos.